# Sundance Film Festival

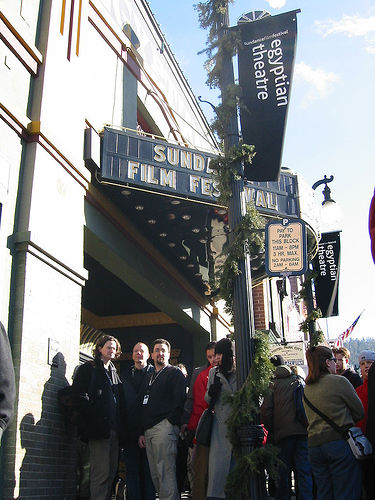
Sundance 2002

 Het Sundance Film Festival is het grootste Amerikaanse filmfestival voor de onafhankelijke film dat jaarlijks plaatsvindt in januari in Park City, Utah, in de Verenigde Staten. Het filmfestival is ontstaan in 1978 in Salt Lake City, maar verhuisde in 1981 naar Park City.
Veel bekende onafhankelijke filmmakers (onder wie Kevin Smith, Robert Rodriguez, Quentin Tarantino, James Wan en Jim Jarmusch) hadden hun doorbraak op dit festival.
Acteur Robert Redford speelde een belangrijke rol in het voortbestaan en het bekend worden van het filmfestival.

## Winnaars grote juryprijs (US Grand Jury Prize: Dramatic)
| Jaar                | Datum                   | Film                                            |
| ------------------- | ----------------------- | ----------------------------------------------- |
| 1985 (1ste editie)  |                         | Blood Simple                                    |
| 1986 (2de editie)   | 17 januari - 26 januari | Smooth Talk                                     |
| 1987 (3de editie)   | 16 januari - 25 januari | The Trouble with Dick en Waiting for the Moon   |
| 1988 (4de editie)   | 15 januari - 24 januari | Heat and Sunlight                               |
| 1989 (5de editie)   | 20 januari - 29 januari | True Love                                       |
| 1990 (6de editie)   | 19 januari - 27 januari | Chameleon Street                                |
| 1991 (7de editie)   | 17 januari - 27 januari | Poison                                          |
| 1992 (8ste editie)  | 16 januari - 26 januari | In the Soup                                     |
| 1993 (9de editie)   | 21 januari - 31 januari | Public Access en Ruby in Paradise               |
| 1994 (10de editie)  | 20 januari - 30 januari | What Happened Was...                            |
| 1995 (11de editie)  | 19 januari - 29 januari | The Brothers McMullen                           |
| 1996 (12de editie)  | 18 januari - 28 januari | Welcome to the Dollhouse                        |
| 1997 (13de editie)  | 16 januari - 26 januari | Sunday                                          |
| 1998 (14de editie)  | 15 januari - 25 januari | Slam                                            |
| 1999 (15de editie)  | 21 januari - 31 januari | Three Seasons                                   |
| 2000 (16de editie)  | 20 januari - 30 januari | Girlfight en You Can Count on Me                |
| 2001 (17de editie)  | 18 januari - 28 januari | The Believer                                    |
| 2002 (18de editie)  | 10 januari - 20 januari | Personal Velocity: Three Portraits              |
| 2003 (19de editie)  | 16 januari - 26 januari | American Splendor                               |
| 2004 (20ste editie) | 15 januari - 25 januari | Primer                                          |
| 2005 (21ste editie) | 20 januari - 30 januari | Forty Shades of Blue                            |
| 2006 (22ste editie) | 19 januari - 29 januari | Quinceañera                                     |
| 2007 (23ste editie) | 18 januari - 28 januari | Padre Nuestro                                   |
| 2008 (24ste editie) | 17 januari - 27 januari | Frozen River                                    |
| 2009 (25ste editie) | 15 januari - 25 januari | Precious: Based on the Novel "Push" by Sapphire |
| 2010 (26ste editie) | 21 januari - 31 januari | Winter's Bone                                   |
| 2011 (27ste editie) | 20 januari - 30 januari | Like Crazy                                      |
| 2012 (28ste editie) | 19 januari - 29 januari | Beasts of the Southern Wild                     |
| 2013 (29ste editie) | 17 januari - 27 januari | Fruitvale Station                               |
| 2014 (30ste editie) | 16 januari - 26 januari | Whiplash                                        |
| 2015 (31ste editie) | 22 januari - 1 februari | Me and Earl and the Dying Girl                  |
| 2016 (32ste editie) | 21 januari - 31 januari | The Birth of a Nation                           |
| 2017 (33ste editie) | 19 januari - 29 januari | I Don't Feel at Home in This World Anymore      |
| 2018 (34ste editie) | 18 januari - 28 januari | The Miseducation of Cameron Post                |
| 2019 (35ste editie) | 24 januari - 3 februari | Clemency                                        |
| 2020 (36ste editie) | 23 januari - 2 februari | Minari                                          |
| 2021 (37ste editie) | 28 januari - 3 februari | CODA                                            |
| 2022 (38ste editie) | 20 - 30 januari         | Nanny                                           |
| 2023 (39ste editie) | 19 - 29 januari         | A Thousand and One                              |
| 2024 (40ste editie) | 18 - 28 januari         | In the Summers                                  |
| 2025 (40ste editie) | 23 januari - 2 februari | Atropia                                         |